# Троельга
Троельга — село в Пермском крае России. 
Входит в Кунгурский район в рамках административно-территориального устройства и в Кунгурский муниципальный округ в рамках организации местного самоуправления.

## Население
| 2010 |
| ---- |
| 778  |

## Название
Название дано по речке Тор-Елга (Троельга), на которой появилось селение. Слово «елга» в переводе с татарского языка означает «река», «Тор» — тюркское родовое имя.

## История

### XVIII—XIX века
Известна как деревня с 1782 года, как село — 1832 года. Троельжанская волость относилась к Кунгурскому уезду. Земли в Троельге принадлежали купечеству, которое сдавало их в аренду крестьянам. Купцы занимались торговлей. Среди местных жителей были умельцы, чьи изделия вошли в историю страны. Так, в 1887 году на Сибирско-Уральской научно-промышленной выставке в Екатеринбурге житель Троельжанской волости Василий Егорович Вачегин был удостоен Почётного отзыва Уральского общества любителей естествознания за качество воска.
Центром религиозной жизни Троельги была Вознесенская каменная церковь. Её построили на средства прихожан в 1848 году. Церковь была увенчана ротондой с полусферическим куполом и луковичной головкой. Внутри храма хранилась чтимая икона Божией матери, именуемая Феодоровской. Икона была подарена храму священником Симеоном Дмитриевичем Золотовым, который привёз её со своей Родины из Тамбовской губернии. После кражи (2003 г.) её заменили на заново написанную. В 1880 году при Вознесенской церкви села Троельги было открыто начальное народное земское училище. Учителем служил Василий Иванович Таньжин, законоучителем по богослужению — священник Шастин Александр Федорович (арестован 09.10.1935.по ст. КРПО, церковник, осуждён на 5 лет, умер в ссылке. Старший сын Федор Александрович — расстрелян в 1937 г. по тем же статьям.) В первый год за парами сидели 66 мальчиков и 6 девочек. В 1899 году в здании волостного правления была открыта Троельжанская народная библиотека — читальня. Заведовал библиотекой Василий Тяньжин, библиотекарем был Иван Васильевич Шастин. Фонд библиотеки состоял из 557 экземпляров книг.

### XX век
1917 год принес с собой значительные изменения в жизни села. В январе 1918 года земская управа была ликвидирована, и по всей волости были созданы Советы. Первым председателем в Троельге стал Федор Аммуниевич Ракинцев. 30 октября 1929 года был организован Исполнительный Комитет Троельжанского сельского Совета. Первый колхоз — «Красное знамя» — в Троельге был организован в 1931 году. Его председателем стал Егор Григорьевич Заборских. На весь колхоз приходилось 3 лошади и небольшие земельные угодья. Первыми в колхоз вступили Светлана Васильевна Черникова и Григорий Игнатьевич Ременников. 12 октября 1935 года по решению общего собрания церковь в Троельге закрыли и передали школе «в связи с расширением классов».
К 1941 году в селе были животноводческие фермы, в хозяйстве использовались тракторы, автомобили, сложные молотилки; работали семилетняя школа, фельдшерский пункт, библиотека, 2 магазина.
На фронт Великой Отечественной войны ушли 648 троельжанцев.
В послевоенное время началось укрупнение хозяйств и территорий. Так в 1958 году в состав Троельжанского сельского Совета влился Ершовский сельсовет, в 1961 году — Полыгорский, а в 1970 году — Богородский. В 1959 году колхоз «Красное знамя» объединился с близлежащими колхозами и стал носить имя Сергея Мироновича Кирова.
В 1966 году было открыто Троельжанское нефтяное месторождение.
С 1970 года стала застраиваться центральная часть села. Появились новое здание правления колхоза, МТМ, автогараж, жилые двухэтажные и двухквартирные дома, амбулатория, детский сад, школа.
6 апреля 1992 года Исполком переименован в Администрацию сельского совета. В этом же году колхоз имени Кирова вошел в состав АООТ «ЛУКОЙЛ-ПНОС» как подсобное хозяйство, 1994 года — стал частью агроассоциации «Труд».
В 1997 году предприятие было переименовано в ООО "Агрофирма «Труд». В 1997 году в селе Троельга появилась новая школа на 360 мест, в которой есть хорошо оборудованные учебные кабинеты, спортивный зал, столовая, актовый зал, компьютерный класс, библиотека, пришкольный участок, стадион. С 1997 ведутся работы по восстановлению и благоустройству Троельжанской Вознесенской церкви и на сегодняшний день Храм преобразился и является действующим.
C 2004 до 2020 гг. село было административным центром Троельжанского сельского поселения Кунгурского муниципального района.

## В культуре
Упоминается в романе Алексея Иванова «Блуда и МУДО». В пионерском лагере близ Троельги происходит большая часть действия книги.